# Iran ai Giochi della XXVIII Olimpiade
L'Iran partecipò ai Giochi della XXVIII Olimpiade, svoltisi ad Atene, Grecia, dal 13 al 29 agosto 2004, con una delegazione di 38 atleti impegnati in dieci discipline.

## Medaglie
Medaglie d'oro
| Medaglia | Nome              | Sport             | Evento          |
| -------- | ----------------- | ----------------- | --------------- |
| Oro      | Hossein Rezazadeh | Sollevamento pesi | 105 kg maschile |
| Oro      | Hadi Saei         | Taekwondo         | -68 kg maschile |

Medaglie d'argento
| Medaglia | Nome                 | Sport | Evento           |
| -------- | -------------------- | ----- | ---------------- |
| Argento  | Alireza Rezaei       | Lotta | -120 kg maschile |
| Argento  | Masoud Mostafa-Jokar | Lotta | -60 kg maschile  |

Medaglie di bronzo
| Medaglia | Nome            | Sport     | Evento          |
| -------- | --------------- | --------- | --------------- |
| Bronzo   | Yousef Karami   | Taekwondo | -80 kg maschile |
| Bronzo   | Alireza Heidari | Lotta     | -96 kg maschile |

## Delegazione
| Sport             | Uomini | Donne | Totale |
| ----------------- | ------ | ----- | ------ |
| Atletica leggera  | 2      | -     | 2      |
| Ciclismo          | 4      | -     | 4      |
| Judo              | 7      | -     | 7      |
| Lotta             | 13     | -     | 13     |
| Nuoto             | 1      | -     | 1      |
| Pugilato          | 1      | -     | 1      |
| Sollevamento pesi | 6      | -     | 6      |
| Taekwondo         | 2      | -     | 2      |
| Tennistavolo      | 1      | -     | 1      |
| Tiro              | -      | 1     | 1      |
| Totale            | 37     | 1     | 38     |

## Risultati

### Atletica leggera
| Q | Qualificato al turno successivo per la Classifica in qualificazione                                                          |
| q | Qualificato per il turno successivo per ripescaggio o, negli eventi su campo, conquistando la misura minima per qualificarsi |

Maschile
Eventi su pista e strada
| Atleta        | Evento      | Batteria  | Batteria   | Semifinale      | Semifinale      | Finale          | Finale          |
| Atleta        | Evento      | Risultato | Classifica | Risultato       | Classifica      | Risultato       | Classifica      |
| ------------- | ----------- | --------- | ---------- | --------------- | --------------- | --------------- | --------------- |
| Sajjad Moradi | 800 m piani | 1'49"49   | 7º         | non qualificato | non qualificato | non qualificato | non qualificato |

Eventi sul campo
| Atleta       | Evento           | Qualification | Qualification | Finale          | Finale          |
| Atleta       | Evento           | Distanza      | Classifica    | Distanza        | Classifica      |
| ------------ | ---------------- | ------------- | ------------- | --------------- | --------------- |
| Abbas Samimi | Lancio del disco | 57,57 m       | 29º           | non qualificato | non qualificato |

### Ciclismo

#### Ciclismo su strada
Maschile
| Atleta             | Evento         | Tempo | Classifica |
| ------------------ | -------------- | ----- | ---------- |
| Abbas Saeidi Tanha | Corsa in linea | dnf   | dnf        |
| Amir Zargari       | Corsa in linea | dnf   | dnf        |

#### Ciclismo su pista
Maschile
| Atleta         | Evento                   | Qualificazione | Qualificazione | Semifinale           | Semifinale      | Finale               | Finale          |
| Atleta         | Evento                   | Tempo          | Pos.           | Avversario Risultato | Pos.            | Avversario Risultato | Pos.            |
| -------------- | ------------------------ | -------------- | -------------- | -------------------- | --------------- | -------------------- | --------------- |
| Hossein Askari | Inseguimento individuale | 4'39"302       | 15º            | non qualificato      | non qualificato | non qualificato      | non qualificato |

| Atleta        | Evento        | Tempo | Classifica |
| ------------- | ------------- | ----- | ---------- |
| Mehdi Sohrabi | Corsa a punti | dnf   | dnf        |

### Judo
Maschile
| Atleta                  | Evento  | 16-esimi                   | Ottavi                      | Quarti                       | Semifinali                  | Ripescaggio 1             | Ripescaggio 2          | Ripescaggio 3        | Finale / FB                     | Pos.            |
| Atleta                  | Evento  | Avversario Punteggio       | Avversario Punteggio        | Avversario Punteggio         | Avversario Punteggio        | Avversario Punteggio      | Avversario Punteggio   | Avversario Punteggio | Avversario Punteggio            | Pos.            |
| ----------------------- | ------- | -------------------------- | --------------------------- | ---------------------------- | --------------------------- | ------------------------- | ---------------------- | -------------------- | ------------------------------- | --------------- |
| Masoud Haji Akhondzadeh | −60 kg  | Cameroun (CMR) V 0030–0001 | Nazaryan (ARM) V 0010–0001  | Zintiridīs (GRE) V 1000–0021 | Khergiani (GEO) P 0011–0122 | Bye                       | Bye                    | Bye                  | Choi Mh (KOR) P 0000–1002       | 5º              |
| Arash Miresmaeili       | −66 kg  | Vaks (ISR) P WO            | non qualificato             | non qualificato              | non qualificato             | non qualificato           | non qualificato        | non qualificato      | non qualificato                 | non qualificato |
| Hamed Malekmohammadi    | −73 kg  | Jereb (SLO) V 1000–0010    | Bivol (MDA) P 0000–1000     | non qualificato              | non qualificato             | León (VEN) V 1010–0000    | Neto (POR) P 0020–1110 | non qualificato      | non qualificato                 | non qualificato |
| Reza Chahkhandagh       | −81 kg  | Echarte (ESP) V 1000–0000  | Hontjuk (UKR) P 0002–1001   | non qualificato              | non qualificato             | Belgaïd (MAR) P 0001–0013 | non qualificato        | non qualificato      | non qualificato                 | non qualificato |
| Abbas Fallah            | −90 kg  | Morgan (CAN) P 0111–1002   | non qualificato             | non qualificato              | non qualificato             | non qualificato           | non qualificato        | non qualificato      | non qualificato                 | non qualificato |
| Masoud Khosravinejad    | −100 kg | Maksimov (RUS) P 0001–0100 | non qualificato             | non qualificato              | non qualificato             | non qualificato           | non qualificato        | non qualificato      | non qualificato                 | non qualificato |
| Mahmoud Miran           | +100 kg | Brutus (HAI) V 1002–0001   | Tataroğlu (TUR) V 1000–0010 | Pepic (AUS) V 0110–0100      | Tmenov (RUS) P 0010–1110    | Bye                       | Bye                    | Bye                  | van der Geest (NED) P 0010–1110 | 5º              |

### Lotta

#### Libera
Maschile
| Atleta               | Evento  | Fase a gironi              | Fase a gironi           | Fase a gironi         | Fase a gironi | Quarti di finale      | Semifinale            | Finale / FB          | Finale / FB |
| Atleta               | Evento  | Avversario Risultato       | Avversario Risultato    | Avversario Risultato  | Pos.          | Avversario Risultato  | Avversario Risultato  | Avversario Risultato | Pos.        |
| -------------------- | ------- | -------------------------- | ----------------------- | --------------------- | ------------- | --------------------- | --------------------- | -------------------- | ----------- |
| Babak Nourzad        | −55 kg  | Naranbaatar (MGL) P 0–3 ST | Song Ms (KOR) V 3–1     | N.D.                  | 3º            | non qualificato       | non qualificato       | non qualificato      | 16º         |
| Masoud Mostafa-Jokar | −60 kg  | Prizreni (ALB) V 3–0       | Aslanasvili (GRE) V 3–1 | N.D.                  | 1º Q          | Bye                   | Inoue (JPN) V 3–1     | Quintana (CUB) P 0–3 | Argento     |
| Alireza Dabir        | −66 kg  | Murtazaliev (RUS) P 0–3    | Tavkazakhov (UZB) P 1–3 | N.D.                  | 3º            | non qualificato       | non qualificato       | non qualificato      | 18º         |
| Mehdi Hajizadeh      | −74 kg  | Saghirashvili (GEO) V 3–1  | Williams (USA) P 0–3    | N.D.                  | 2º            | non qualificato       | non qualificato       | non qualificato      | 13º         |
| Majid Khodaei        | −84 kg  | Kumar (IND) V 3–1          | Yokoyama (JPN) V 3–1    | N.D.                  | 1º Q          | Sanderson (USA) P 0–3 | non qualificato       | Loizidīs (GRE) V 3–0 | 5º          |
| Alireza Heidari      | −96 kg  | Kurtanidze (GEO) V 3–1     | Jaoude (BRA) V 4–0      | N.D.                  | 1º Q          | Ağayev (AZE) V 3–0    | Ibragimov (UZB) P 1–3 | Cormier (USA) V 3–1  | Bronzo      |
| Alireza Rezaei       | −120 kg | Bojadžiev (BUL) V 3–0      | Ösökhbayar (MGL) V 3–0  | Hrynkevič (BLR) V 3–0 | 1º Q          | Bye                   | Mutalimov (KAZ) V 3–1 | Tajmazov (UZB) P 0–5 | Argento     |

#### Greco-romana
Maschile
| Atleta             | Evento  | Fase a gironi           | Fase a gironi         | Fase a gironi        | Fase a gironi | Quarti di finale        | Semifinale           | Finale / FB          | Finale / FB |
| Atleta             | Evento  | Avversario Risultato    | Avversario Risultato  | Avversario Risultato | Pos.          | Avversario Risultato    | Avversario Risultato | Avversario Risultato | Pos.        |
| ------------------ | ------- | ----------------------- | --------------------- | -------------------- | ------------- | ----------------------- | -------------------- | -------------------- | ----------- |
| Hassan Rangraz     | −55 kg  | Rivas (CUB) P 1–3       | Benchenaf (ALG) V 4–0 | N.D.                 | 2º            | non qualificato         | non qualificato      | non qualificato      | 9º          |
| Ali Ashkani        | −60 kg  | Monzón (CUB) P 1–3      | Tüfenk (TUR) P 1–3    | Gkikas (KAZ) V 3–1   | 3º            | non qualificato         | non qualificato      | non qualificato      | 11º         |
| Parviz Zeidvand    | −66 kg  | Begaliev (KGZ) V 3–0    | Sánchez (ESP) V 3–1   | N.D.                 | 1º Q          | Mansurov (AZE) P 1–3    | non qualificato      | Kim Is (KOR) P 0–5   | dq          |
| Behrouz Jamshidi   | −84 kg  | Avramīs (GRE) P 1–3     | Aanes (USA) V 3–0     | N.D.                 | 2º            | non qualificato         | non qualificato      | non qualificato      | 9º          |
| Masoud Hashemzadeh | −96 kg  | Sudureac (ROM) V 3–1    | Ežerskis (LTU) V 5–0  | N.D.                 | 1 Q           | Čchaidze (KGZ) V 3–1    | Nozadze (GEO) P 1–3  | Özal (TUR) P 1–3     | dq          |
| Sajjad Barzi       | −120 kg | Deák-Bárdos (HUN) V 3–1 | Ahokas (KAZ) V 3–1    | N.D.                 | 1º Q          | Szczepaniak (FRA) V 3–0 | Baroev (RUS) P 0–3   | Gardner (USA) P 0–3  | 4º          |

### Nuoto
Maschile
| Atleta         | Evento             | Batteria  | Batteria   | Semifinale      | Semifinale      | Finale          | Finale          |
| Atleta         | Evento             | Risultato | Classifica | Risultato       | Classifica      | Risultato       | Classifica      |
| -------------- | ------------------ | --------- | ---------- | --------------- | --------------- | --------------- | --------------- |
| Babak Farhoudi | 100 m stile libero | 56"42     | 61º        | non qualificato | non qualificato | non qualificato | non qualificato |

### Pugilato
Maschile
| Atleta          | Evento       | 16-esimi                | Ottavi               | Quarti               | Semifinali           | Finale               | Pos.            |
| Atleta          | Evento       | Avversario Punteggio    | Avversario Punteggio | Avversario Punteggio | Avversario Punteggio | Avversario Punteggio | Pos.            |
| --------------- | ------------ | ----------------------- | -------------------- | -------------------- | -------------------- | -------------------- | --------------- |
| Mohammad Asheri | Pesi leggeri | Valentino (ITA) P 18–37 | non qualificato      | non qualificato      | non qualificato      | non qualificato      | non qualificato |

### Sollevamento pesi
Maschile
| Atleta                   | Evento  | Strappo   | Strappo    | Slancio   | Slancio    | Totale | Classifica |
| Atleta                   | Evento  | Risultato | Classifica | Risultato | Classifica | Totale | Classifica |
| ------------------------ | ------- | --------- | ---------- | --------- | ---------- | ------ | ---------- |
| Mehdi Panzvan            | −69 kg  | 147,5     | =4º        | 172,5     | r          | 147,5  | r          |
| Mohammad Hossein Barkhah | −77 kg  | 160       | =5º        | 197,5     | 6º         | 357,5  | 5º         |
| Asghar Ebrahimi          | −94 kg  | 165       | =16º       | 190       | 16º        | 355    | 16º        |
| Shahin Nassirinia        | −94 kg  | 172,5     | 11º        | 220       | =1º        | 392,5  | 4º         |
| Mohsen Beiranvand        | −105 kg | 180       | r          | —         | —          | —      | r          |
| Hossein Rezazadeh        | +105 kg | 210       | 1º         | 263,5     | 1º         | 472,5  | Oro        |

### Taekwondo
Maschile
| Atleta        | Evento | Ottavi                | Quarti               | Semifinali              | Ripescaggio 1        | Ripescaggio 2         | Finale / FB           | Pos.   |
| Atleta        | Evento | Avversario Punteggio  | Avversario Punteggio | Avversario Punteggio    | Avversario Punteggio | Avversario Punteggio  | Avversario Punteggio  | Pos.   |
| ------------- | ------ | --------------------- | -------------------- | ----------------------- | -------------------- | --------------------- | --------------------- | ------ |
| Hadi Saei     | −68 kg | Molfetta (ITA) V RSC  | Silva (BRA) V 8–6    | Song Ms (KOR) V 9–9 SUP | Bye                  | Bye                   | Huang C-h (TPE) V 4–3 | Oro    |
| Yousef Karami | −80 kg | Noikoed (THA) V 16–12 | Trenton (AUS) V 13–9 | López (USA) P 6–7       | Bye                  | Hamdouni (TUN) V 12–4 | Əhmədov (AZE) V 9–8   | Bronzo |

### Tennistavolo
Maschile
| Atleta                      | Evento           | 1º turno             | 2º turno             | 3º turno             | 4º turno             | Quarti di finale     | Semifinali           | Finale / FB          | Finale / FB     |
| Atleta                      | Evento           | Avversario Risultato | Avversario Risultato | Avversario Risultato | Avversario Risultato | Avversario Risultato | Avversario Risultato | Avversario Risultato | Pos.            |
| --------------------------- | ---------------- | -------------------- | -------------------- | -------------------- | -------------------- | -------------------- | -------------------- | -------------------- | --------------- |
| Mohammad Reza Akhlaghpasand | Singolo maschile | Monteiro (BRA) P 1–4 | non qualificato      | non qualificato      | non qualificato      | non qualificato      | non qualificato      | non qualificato      | non qualificato |

### Tiro a segno/volo
Femminile
| Atleta           | Evento                      | Qualificazioni | Qualificazioni | Finale          | Finale          |
| Atleta           | Evento                      | Punti          | Classifica     | Punti           | Classifica      |
| ---------------- | --------------------------- | -------------- | -------------- | --------------- | --------------- |
| Nasim Hassanpour | Pistola 10 m aria compressa | 376            | =28ª           | non qualificata | non qualificata |